# みなみじゅうじ座アルファ星
みなみじゅうじ座α星は、みなみじゅうじ座の恒星で全天21の1等星の1つ。ケンタウルス座α星よりもわずかに南にあり、最も南に位置する1等星である。

## 特徴
みなみじゅうじ座α星は連星である。望遠鏡などで観望しても、4秒離れたα1 (A星) とα2 (B星) の2つしか見分けることはできない。実視等級は、α1が約1.3等、α2が約1.6等で、合成等級で約0.7等に見える。どちらもB型スペクトルを持つ温度が高い恒星である。α1とα2は非常に長い周期で軌道を周っているためその動きはわずかに観測できるだけである。α1とα2の距離は約400天文単位 (au) で、公転周期は約1300年と考えられている。
α1はそれ自身が分光連星で、14太陽質量 (M☉) と10M☉の恒星が、平均距離約1au離れたところをわずか75.78日の周期で周っていると考えられている。α2とα1の主星は、その質量から将来超新星爆発を起こすと想定されている。α1の伴星は超新星爆発を起こさず、質量の大きな白色矮星となるかもしれない。
α1とα2のペアから約90秒離れたところに見えるB型準巨星のC星は、みなみじゅうじ座α星と似た空間運動をしているため、α1とα2のペアから重力的な束縛を受けている可能性が示唆される。しかし、これはおそらく見かけの二重星であり、太陽系からの距離は連星系の2倍以上あると思われる。

## 名称
α Cru / α Crucis。この星の赤緯は約-60°であるため、北回帰線付近かそれより南でしか見ることができず、従って古代からの伝統的な固有名を持っていなかった。アクルックス（Acrux）は単にアルファ (Alpha) のア（A）とみなみじゅうじ座を表すクルックス (Crux) を組み合わせたものであるが、2016年7月20日に国際天文学連合の恒星の命名に関するワーキンググループ (Working Group on Star Names, WGSN) は、Acrux をみなみじゅうじ座α星Aaの固有名として正式に承認した。